# Križevci (Gornji Petrovci, Slovenija)
Križevci (mađarski: Tótkeresztúr), naselje u slovenskoj Općini Gornjim Petrovcima. Križevci se nalazi u pokrajini Prekomurju i statističkoj regiji Pomurju. Ovdje se rodio Milan Kučan prvi slovenski državnik, u mjestu su živjeli pisac Ivan Berke i pisac, pjesnik, novinar, prevoditelj i učitelj Janoš Flisar.

## Stanovništvo
Prema popisu stanovništva iz 2002. godine naselje je imalo 437 stanovnika.